# 台大一直線
《台大一直線》是台灣漫畫作品，編劇為賴O，漫畫為林惠子，出版商為東立出版社，單行本全五集。內容多有對台灣的升學制度、升學主義、補習班文化、教育問題以及青少年問題的諷刺，並且得到國立編譯館優良漫畫佳作。

## 故事概要
國中生張良強以考上國立台灣大學（台大）為其志願，並且因此加入了一間看起來宛如要倒閉般的「大牛頓補習班」，然後在這補習班中也遇到多位充滿特色的學生和老師，接著又與這些同學和老師一起進入「東立國中」，而在這段升學之路中展開了充滿酸甜苦辣的故事。

## 登場角色

### 主要人物角色
張良強
本作主角，由於有著一頭宛如觸角的造形而被同學稱為蟑螂，東立國中一年級生。
林智慧曰：是個個性善良，功課不錯，體育不太好，但卻立考上台大的人。因為這原因而被媽媽帶來參加大牛頓補習班。
雖然體育不好，但在遭遇危機時，能發揮可怕的速度，而可以在百米賽跑中跑出十秒的成績。
最後在高中畢業後並未考上台大，卻設立一家唱片公司而擁有自己的一片天空。
熱愛看《七龍珠》、職棒和歌仔戲。
林智慧
本作女主角，有一頭中分髮型的造型，和主角是同班同學並且也加入同家補習班，東立國中一年級生。
張良強曰：成績優異，個性極負正義感且強悍，而讓人感到難以親近。
吳聰明
主角的同學和好友，和張良強一樣參加大牛頓補習班，東立國中一年級生。
相當聰明且腹黑，張良強曰：是個永遠不吃虧的人。

### 主角的家人
媽媽
長相很像張良強，個性也和一般的媽媽一樣。希望自己的兒子能夠出人頭地，並且因此為他報名了大牛頓補習班。
爸爸
長相普通，個性似乎也是個好好先生。
熱愛職棒和歌仔戲。
有著台大畢業的學歷，在年輕時是個好學生並且曾經救過媽媽。
妹妹
長相和一般小女孩無異，似乎沒有蛀牙，但有點口臭。

### 大牛頓補習班的學生‧老師
賽金花
補習班班主任，46歲、未婚。
戴著一副奇特的眼鏡，對於自己的自相相當自豪。自稱五十歲之前，沒有人可以追求到她。
個性自大且不擇手段，面對到對手補習班的挑戰時，會鼓動學生要加倍反擊回去。
是瑪丹娜的阿姨。
陳老師
補習班老師，綽號瑪丹娜。
是位美女老師，穿著大膽，個性也很善解人意，宛如太陽一般溫暖學生的心。
從美國回來投入於阿姨賽金花的補習班的教學工作，但由於對補習班文化感到失望而辭職到東立國中教書。
原形來自歌手瑪丹娜。
鄭老師
補習班老師，長相和個性都很嚴厲，喜歡對不聽話的學生施以「玻璃大餐」（用指甲抓玻璃來發出刺耳的聲音）。
張良強曰：像是學生會長的中年人。
艾德華
補習班學生，留著一個娃娃頭的髮型，東立國中一年級生，家境富裕。
在補習班和校內是個排名第一的優秀學生。個性相當冷靜沉著，即使面對沈恭一或黑幫的騷擾也不為所動。
熱愛音樂，甚至家中還有一間練習室。
把方克看成互相較勁的好對手並且在園遊會時，與他一起組樂團演出。
博西德
補習班學生，戴著一副眼鏡，有著像是富家子弟的打扮。
個性努力老實，對功課相當用功，所以在補習班內排名第二。但被賽金花形容他有點緊張兮兮。
熱愛職棒而因此和張良強成為好友，之後因為受沈恭一的欺凌而被父親強迫移民，在教導張良強如何讀書而在考試中打敗沈恭一後，將棒球卡送給他而和他告別。
莊美女
補習班學生，補習班內排名第三，東立國中一年級生。
張良強曰：是位要身材沒身材、要長相沒長相，像是航空母艦一般的人。但她自己則是對於課業、才藝、長相都很有自信。
由於誤會張良強對她有好感，而拼命收集她的資料。

### 東立國中學生和老師
釋家謀
東立國中訓導主任，外型像是佛陀般而且個性自私嚴厲。必殺技是用他的光頭發出閃光的「佛光普度」。
對剛進來教書的瑪丹娜一見鍾情，拜託主角送情書卻被搞砸而對他惱羞成怒，但反而遭瑪丹娜痛斥，大受打擊。
歐八珊
東立國中的女校長，體型肥胖，甚至只要走二十公尺就會運動過量而需要休息。
萬年青
東立國中學生，外型像是一般的中年人，但卻已經留級了十二年。
擔任房屋仲介的工作。所以雖然不懂數學問題，但只要關係到房屋坪數的問題，卻能瞬間計算出正確的答案。
畢勝克
東立國中社團「台大必勝社」社長，也是名退伍的老兵。曾經教出三個考上台大的社員並且邀請主角加入他的社團。
但其實那三個人是自己的子女，因為都出國讀書沒有聯絡，使他感到寂寞於是找張良強入社來陪他。雖然一度讓張良強無法原諒他，但後來還是與他和解。
方克
張良強的表哥，東立國中一年級轉學生。
雖然強悍但卻很溫柔，由於在之前的學校痛毆一名黑道人物和他的兒子，於是他的父親不得已將他託付給張家照顧並且在一家機車行工作。
把艾德華視為互相較勁的對手並且在園遊會中與他一起組成樂團表演。
孟憲志
東立國中學生，由於母親生病而在外擺攤養家並且因此導致成績不理想。
在B.B的引誘下碰觸安非他命，而一度讓成績衝上來，但因而依賴毒品成癮並且由於欠金槍會的錢而讓整件事曝光。
後來良心發現而不願繼續幫助B.B，並且在事情順利結束後取得大家的諒解。

### 其他人
曾平平
「平平補習班」班主任，也是大牛頓補習班的對手。
過去和賽金花情同姐妹，但為了戀愛而彼此撕破臉，之後喜歡互相較勁，要以誰的補習班辦得最成功來分出勝負。
沈恭一
平平補習班學生，是個曾經登報的天才兒童。
雖然看似智慧過人，但其實是個喜歡不擇手段打擊對手的卑鄙傢伙。
B.B
黑幫份子，也是東立國中的幫派「金槍會」的幕後黑手。
外型宛如女孩子般，而討厭被人稱呼像女孩子。暗中對東立國中的學生販賣安非他命。
真面目則是艾德華同父異母的哥哥，由於被自己的媽媽帶走，而對自己的境遇感到痛恨而加入黑道。之後在被逮捕後和艾德華和解。
大雕伯
機車行老闆，不但讓方克在他那邊工作也照顧他。
年輕時似乎混過黑幫，外號是「燃燒的大鵰」，而且也不懼於B.B的老大。
安員外
光頭且身材肥胖，是B.B的老大。
秘密在各校販賣毒品。之後由於主角等人的計策，被警方抓到證據而遭到逮捕。